# Campeonato de España de Clubes de Baloncesto Mini Femenino
El Campeonato de España de Clubes de Baloncesto Mini Femenino es una competición nacional de categoría minibasket (sub-12) organizada por la Federación Española de Baloncesto (FEB). Reúne cada temporada a 32 clubes representantes de las distintas federaciones autonómicas y se disputa en sede única a finales de curso.

## Formato de competición
El torneo se juega en una sede única y consta de dos fases:
- Fase de grupos: 32 equipos divididos en 8 grupos (A–H) de 4 equipos. Liguilla a una vuelta. Se clasifican a octavos los tres primeros de los grupos A–D y el primer clasificado de los grupos E–H (16 en total).
- Fase final: Eliminatorias directas de octavos, cuartos, semifinales y final.

También se disputan encuentros para determinar las posiciones finales (3.º–4.º y 5.º–8.º).

## Equipos participantes
Participan 32 equipos, según los criterios establecidos por la FEB:
- Los 19 campeones de cada federación autonómica.
- Los 8 subcampeones de las autonomías con mayor número de licencias en minibasket (según la temporada anterior).
- El representante de la federación sede.
- Los 4 equipos adicionales de aquellas federaciones cuyos clubes lograron los cuatro primeros puestos en la edición anterior.

Cada federación puede clasificar un máximo de 3 equipos. Las vacantes por renuncia se cubren siguiendo un orden basado en número de licencias y resultados de la temporada previa.

## Historial
| Ed. | Año  | Sede                 | Resultado | Oro       | Plata             | Bronce            | MVP           |
| --- | ---- | -------------------- | --------- | --------- | ----------------- | ----------------- | ------------- |
| I   | 2023 | San Fernando         | 75–70     | Barça CBS | SPAR Gran Canaria | Valencia Basket   |               |
| II  | 2024 | Alhaurín de la Torre | 69–59     | Barça CBS | Valencia Basket   | Colegio El Pilar  |               |
| III | 2025 | Alhaurín de la Torre | 79–66     | Barça CBS | Valencia Basket   | Joventut Badalona | Ángela Lozano |

## Palmarés por clubes
| Club              | Oro | Plata | Bronce | Años campeonato  |
| ----------------- | --- | ----- | ------ | ---------------- |
| Barça CBS         | 3   | 0     | 0      | 2023, 2024, 2025 |
| Valencia Basket   | 0   | 2     | 1      | –                |
| SPAR Gran Canaria | 0   | 1     | 0      | –                |
| Colegio El Pilar  | 0   | 0     | 1      | –                |
| Joventut Badalona | 0   | 0     | 1      | –                |